# Phelsuma dorsivittata
Phelsuma dorsivittata is een hagedis die behoort tot de gekko's. Het is een van de soorten madagaskardaggekko's uit het geslacht Phelsuma.

## Naam en indeling
De wetenschappelijke naam van de soort werd voor het eerst voorgesteld door Robert Friedrich Wilhelm Mertens in 1964. Oorspronkelijk werd de hagedis beschouwd als een ondersoort van de gestreepte daggekko en werd de wetenschappelijke naam Phelsuma lineata dorsivittata gebruikt.

## Uiterlijke kenmerken
Phelsuma dorsivittata bereikt een kopromplengte tot 5,7 centimeter en een totale lichaamslengte inclusief staart tot 13 cm. De hagedis heeft een groene kleur en heeft een vage tekening zonder strepen. Het aantal schubbenrijen op het midden van het lichaam bedraagt altijd 76.
De soortaanduiding dorsivittata betekent vrij vertaald 'gestreepte rug'.

## Verspreiding en habitat
De soort komt voor in delen van Afrika en leeft endemisch in noordelijk Madagaskar. De soort is overdag actief en leeft in vochtige bossen. De habitat bestaat uit vochtige tropische en subtropische bossen, zowel in laaglanden als in bergstreken. Ook in door de mens aangepaste streken zoals akkers, stedelijke gebieden en aangetaste bossen kan de hagedis worden gevonden. De soort is aangetroffen van zeeniveau tot op een hoogte van ongeveer 1100 meter boven zeeniveau.

## Beschermingsstatus
Door de internationale natuurbeschermingsorganisatie IUCN is de beschermingsstatus 'gevoelig' toegewezen (Near Threatened of NT).